# Büschelbarschartige
Die Büschelbarschartigen (Cirrhitioidei) sind eine Unterordnung der Centrarchiformes in der Gruppe der Barschverwandten (Percomorphaceae). Zu den Büschelbarschartigen gehören fünf Familien, die alle in den Küstenregionen tropischer, subtropischer und gemäßigter Meere (nur Südaustralien) leben.

## Merkmale
Ihre Bauchflossen stehen nur kurz hinter den Brustflossen. Die unteren fünf bis acht Brustflossenstrahlen sind unverzweigt, meist verdickt und manchmal von den übrigen Brustflossenstrahlen getrennt. Die Afterflosse hat normalerweise drei Hartstrahlen.

## Systematik
Noch bei Nelson wurde die Gruppe als Überfamilie Cirrhitoidea in die Ordnung der Barschartigen (Perciformes) gestellt.
Es gibt fünf Familien mit 23 Gattungen und über 75 Arten.
- Büschelbarschartige (Cirrhitioidei)
  - Marmorfische (Aplodactylidae)
  - Cheilodactylidae
  - Kelpfische (Chironemidae)
  - Büschelbarsche (Cirrhitidae)
  - Latridae